# Manchester City Police
Manchester City Police (även kallad Metropolitan Manchester City Police och från 1842 till 1853 Manchester Borough Police) var, från tidigt 1800-tal och fram till 1968, den territoriella polisstyrkan i Manchester i norra England.
Genom Police Act 1964, gick Manchester City Police samman med Salford City Police och bildade Manchester and Salford Police.
Sir Robert Peacock var chefskonstapel åren 1898-1926.

### Fotnoter
1. ↑  Manchester fick stadsprivilegier ("city") 1853
2. ↑  Sir Robert Peacock